# Jorge Gaitán Durán
Jorge Gaitán Durán (Pamplona, 12 de febrero de 1924-Guadalupe, 21 de junio de 1962) fue un poeta y crítico colombiano, fundador de la revista Mito e integrante de los Cuadernícolas. 
Se destacó por su obra crítica en diversos campos tales como la literatura, el arte, el cine, y también por su persistente crítica social. Su poesía se caracterizó por enfocarse en la experiencia erótica, entendida no sólo como un elemento de fiesta y de placer, sino como un espacio tanático que desembocaría en el instante eterno. 

## Biografía
Jorge Gaitán Durán nace el 12 de febrero de 1924 en Pamplona. Su padre fue Emilio Gaitán Martín, un ingeniero civil que trabajó en la construcción del ferrocarril de Cúcuta, y su madre era Delina Durán Durán, hija del General Justo Leónidas Durán. Cursa su bachillerato en el Colegio San José de Cúcuta, y finalmente se gradúa del Colegio Provincial de San José. 
Viaja a Bogotá, donde comienza sus estudios universitarios en la Facultad de Ingeniería de la Universidad Nacional de Colombia, cursando sólo dos semestres. Durante este tiempo conoce al pintor y escultor Eduardo Ramírez Villamizar. En 1942 decide cambiar de profesión, e inicia sus estudios de Derecho en la Pontificia Universidad Javeriana. En 1944 consigue trabajar en El Tiempo como crítico de cine y literatura. Durante este tiempo conoce poetas como Fernando Charry Lara, Fernando Arbeláez y Álvaro Mutis, quienes fueron denominados Los cuadernícolas. En 1947 culmina sus estudios de derecho, habiendo publicado dos de sus antologías: “Insistencia en la tristeza” y “Presencia del hombre”.
Participó en los movimientos juveniles que apoyaron la candidatura de Jorge Eliécer Gaitán. A raíz del Bogotazo, junto con Jorge Zalamea se toma la Radiodifusora Nacional para calmar las masas y "organizar" una revolución de carácter intelectual. Por eso es perseguido por la SIC, y se refugia en Cúcuta. Sólo hasta 1949 regresa a Bogotá, donde escribe otra de sus antologías: “Asombro”, que sería publicada en París dos años más tarde.
Con ayuda económica de su padre, Gaitán Durán viaja a Francia en 1950. Allí comienza la escritura de su “Diario”. Visita varios países europeos y asiáticos, entre esos, Italia. Allí conoce a Dina Moscovici, quien se convirtió en su esposa. Viaja a Bélgica, Holanda, Unión Soviética y China. Durante el viaje conoce a personajes como Nazim Hikmet y Mao Tse Tung. También visita España, en donde conoce a los poetas José Manuel Caballero Bonald y Vicente Aleixandre, y con quienes más tarde trabajaría en la revista Mito. Regresa a París en noviembre de 1952, donde vería nacer a su hija Paula. 
En 1953 regresa a Colombia e inicia su proyecto de fundación de Mito junto con Hernando Valencia Goelkel. La revista contó 42 números y colaboraciones de Octavio Paz, Alfonso Reyes, Álvaro Mutis. 
Publicó su primer volumen en abril de 1955 causando gran polémica entre sus lectores a raíz del artículo titulado “Sade contemporáneo”. En 1958 publica su antología “Amantes” y se divorcia. Viaja nuevamente a Europa, y al regresar comienza a trabajar en el periódico El Espectador, e ingresa al Movimiento Revolucionario Liberal de Alfonso López Michelsen. En 1961 participa de la campaña presidencial de López y escribe la ópera “Los hampones”, junto a Luis Antonio Escobar. 
En 1962 publica su antología “Si mañana despierto”. Participa en las elecciones, aunque su nombre no alcanza a salir para el senado. Publica cuentos y viaja a París, donde se encuentra con Octavio Paz. El 21 de junio se embarca en un vuelo de Air France rumbo a Colombia, pero muere en un accidente durante el aterrizaje en Point-á-Pitre, Guadalupe.
En 1964, el artista Eduardo Ramírez Villamizar le dedicó su escultura de metal Homenaje a Gaitán Durán.

## Obras
- "Insistencia en la tristeza" (1946): Un halago de la pesadumbre. Aquí, Jorge Gaitán Durán pretende dar cuenta de su libertad frente a las corrientes literarias imperantes de la época, quienes sólo tenían preocupaciones formales. Se plantea al poema como un agente de cambio, como un texto que participa de la vida y de las aspiraciones de un pueblo en pugna, en Lector de poesía y otros ensayos inéditos. Editorial Random House Mondadori. Colección Debate. Referencias: 1963.
- "Presencia del hombre" (1947): No tiene ese carácter emancipador que tuvo la anterior antología. Evidencia más bien una esperanza de amor y propone una actitud de solidaridad con las batallas del hombre contemporáneo. Promueve una batalla colectiva por la libertad.[7]
- "Asombro" (Escrito en Bogotá en 1949 y publicada en 1951 en Francia): Comienzan sus primeros asombros por el sexo y la belleza. A diferencia de "Presencia del hombre", vemos ya un Gaitán preocupado por la búsqueda de lo personal y lo profundo, pues plantea que sólo mediante el conocimiento de sí es posible llegar a la civilización. Esta búsqueda tiene lugar precisamente en una de las exploraciones más importantes de la poesía de Gaitán Durán: el Eros. Así, el sexo es definido como la ocasión en que el cuerpo humano irradia su propia luminosidad; el amor, es aquel momento supremo que confunde la realidad con la imaginación; y el erotismo, sería ese lugar de placer y fiesta, pero también, de desorden y destrucción: la combinación de un Eros y de un Tánatos que desembocarán en el instante eterno.[7] Al respecto, Juan Gustavo Cobo Borda dice:

“Si el erotismo introduce en la existencia un elemento de fiesta, pero también de desorden y destrucción, como anotaba en su ensayo sobre Sade, aquí, en estos poemas, la lujuria mantiene, en esa unión de guerreros que se afrentan, la distancia infranqueable: <<Sus bocas están juntas, mas separadas siguen las almas”. 

Cecilia Dupuy Casas también afirma: 

“En Jorge Gaitán Durán, su vida y su obra son la más extraordinaria vivencia y moriencia de vida, muerte-amor. –Erotismo y muerte culminan en su poesía como comunicación que al unísono con la palabra plasman en el poema el instante eterno, palabra en el tiempo”.

- "AMANTES" 1959: Se muestra el erotismo como un resplandor culminante. La poesía se realiza en el deseo.[7]

### Prosa
- “Diario de Viaje” (1956, dividido en dos partes y publicado en la Revista Cultural Mito)
- “La duda”
- “Serpentario”

### Ópera
- “Los hampones” (1961) cuya música fue compuesta por Luis Antonio Escobar, con escenografía de David Manzur.

### Obra crítica

#### Crítica literaria
- Sade contemporáneo (Diálogo entre un sacerdote y un moribundo) (1955)
- Monsieur Le Six - Marqués de Sade. Prefacio de Gilbert Lely, Ed. Julliard. París (1955)
- Sobre "La Celestina" (1957)
- Sade, textos escogidos y precedidos por un ensayo: "El libertino y la revolución"

#### Crítica de arte
- La pintura de Grau Araújo (1949)
- La exposición de Cecilia Porras (1955)

#### Crítica de cine
- "Los tiempos modernos" A propósito de Charles Chaplin (1955)
- Notas sobre "La Strada" de R. Fellini (1954)". Cine Italiano (1956)
- Reseña sobre "Las hazañas del cabo Asch" de Paul May (1955)

#### Crítica social
- Libertad de Expresión (1955, escrito en conjunto con El Comité Editorial de la Revista Cultural Mito)
- Libertad de Expresión II (1956, escrito en conjunto con El Comité Editorial de la Revista Cultural Mito)
- Una exigencia fundamental: Libertades Totales (1957, escrito en conjunto con El Comité Editorial de la Revista Cultural Mito)
- Entrevista a Eduardo Franco: "Diálogo sobre las guerrillas del llano" (1957)